# ムッツァーナ・デル・トゥルニャーノ
ムッツァーナ・デル・トゥルニャーノ（伊: Muzzana del Turgnano）は、イタリア共和国フリウリ＝ヴェネツィア・ジュリア州ウーディネ県にある、人口約2,300人の基礎自治体（コムーネ）。

## 地理

### 位置・広がり

#### 隣接コムーネ
隣接するコムーネは以下の通り。
- カルリーノ
- カスティオンス・ディ・ストラーダ
- マラーノ・ラグナーレ
- パラッツォーロ・デッロ・ステッラ
- ポチェニーア

### 気候分類・地震分類
ムッツァーナ・デル・トゥルニャーノにおけるイタリアの気候分類 (it) および度日は、zona E, 2402 GGである。
また、イタリアの地震リスク階級 (it) では、zona 3 (sismicità bassa) に分類される。